# Som, Somogy
Som  este un sat în districtul Siófok, județul Somogy, Ungaria, având o populație de 692 de locuitori (2011). 

## Demografie
Componența etnică a satului Som
     Maghiari (85,98%)
     Romi (7,95%)
     Germani (2,7%)
     Necunoscut (2,16%)
     Alții (1,21%)
Componența confesională a satului Som
     Romano-catolici (42,2%)
     Reformați (17,63%)
     Fără religie (16,47%)
     Luterani (1,59%)
     Necunoscută (21,68%)
     Atei (0,43%)
     Alte religii (2,02%)
Conform recensământului din 2011, satul Som avea 692 de locuitori. Din punct de vedere etnic, majoritatea locuitorilor (85,98%) erau maghiari, existând și minorități de romi (7,95%) și germani (2,7%). Apartenența etnică nu este cunoscută în cazul a 2,16% din locuitori. Nu există o religie majoritară, locuitorii fiind romano-catolici (42,2%), reformați (17,63%), persoane fără religie (16,47%) și luterani (1,59%). Pentru 21,68% din locuitori nu este cunoscută apartenența confesională.